# Coppa Italia 2006/2007
Pohárový ročník Coppa Italia 2006/07 byl 60 ročník italského poháru ve fotbalu. Soutěž začala 19. srpna 2006 a skončila 17. května 2007. Zúčastnilo se jí celkem 72 klubů.
Obhájce z minulého ročníku byl klub FC Inter Milán.

## Vítěz
| Coppa Italia 2006/07 AS Řím (8. titul) |